# The Chaser's War on Everything
The Chaser's War on Everything ("The Chasers krig mot allt" eller "Jagarnas krig mot allt", en parodi på uttrycket War on Terror, alltså kriget mot terrorismen)[källa behövs] är en australiensisk humorserie som sänds av Australian Broadcasting Corporation. Programmet produceras av satirgruppen The Chaser och leds av Chris Taylor, Julian Morrow, Craig Reucassel, Andrew Hansen och Chas Licciardello, som alla är medlemmar av The Chaser.
Programmets första säsong sändes sena fredagkvällar under 2006. Inför andra säsongen, som sändes 2007, hade programmet fått en tidigare och stabilare sändningstid på onsdagar. Programmet har också nått en publik utanför Australien, bland annat genom videosajter såsom Youtube.
Många av de sketcher som visats på programmet har lockat omfattande uppmärksamhet och medlemmarna har vid upprepade tillfällen arresterats för sina skämt. Under APEC-mötet i Sydney i september 2007 tog sig några medlemmar sig in i skyddat område genom att låtsas vara en kanadensisk eskort. När eskorten nått till det hotell där USA:s president George W. Bush bodde steg en av komikerna ut ur en limousin utklädd till terroristen Usama bin Laden.

## Programinnehåll
Programmet är uppbyggd kring diverse segment. Ett grepp som The Chaser ofta använder är att konfrontera politiker och andra offentliga personer.
Några inslag i programmet är:
- What Have We Learnt from Current Affairs This Week?, där man kommenterar de två programmen Today Tonight och A Current Affair. Dessa program sänds på de kommersiella kanalerna Channel Seven och Channel Nine och inriktar sig på sensationsjournalistik av kvällstidningsstuk.
- The Ad Road-Test. Man återskapar situationer som kan ses i reklamfilmer för att se om de fungerar i verkligheten.
- Surprise Spruiker. Hansen spelar en man som dyker upp utanför olika affärer och gör reklam för dem på ett satiriskt sätt.
- Mr Ten Questions. Hansen besöker presskonferenser och spelar en journalist som ställer tio frågor utan att låta den intervjuade svara innan han läst upp alla frågorna. Intervjuoffret får sedan försöka memorera alla frågorna och svara på dem. Bland de som intervjuats av Mr Ten Questions finns Sophia Loren och Jimmy Wales.
- Citizens' Infringement Officer. Morrow spelar en man som delar ut böter för olika ovanliga saker, såsom dåliga mobiltelefonsignaler och olämpliga namn på barn.
- If Life Were A Musical. Gruppen går fram till en person och börjar sjunga ett Broadwayliknande musikalnummer.
- Clive The Slightly-Too-Loud Commuter. Hansen spelar "Clive" som talar högt i mobiltelefon om personliga ämnen när han använder kollektivtrafik.